# Niederung Börnichen
Niederung Börnichen este o arie protejată (arie specială de conservare — SAC, sit de importanță comunitară — SCI) din Germania întinsă pe o suprafață de 141,22 ha, integral pe uscat.

## Localizare
Centrul sitului Niederung Börnichen este situat la coordonatele 51°57′53″N 13°55′01″E / 51.9647°N 13.9169°E.

## Înființare
Situl Niederung Börnichen a fost declarat sit de importanță comunitară în septembrie 2000.

## Biodiversitate
Situată în ecoregiunea continentală, aria protejată conține 5 habitate naturale: Cursuri de apă de la nivel de câmpie la nivel montan, cu vegetație Ranunculion fluitantis și Callitricho-Batrachion, Pajiști cu Molinia pe soluri calcaroase, turboase sau argilos-nămoloase (Molinion caeruleae), Fânețe de joasă altitudine (Alopecurus pratensis, Sanguisorba officinalis), Păduri acidofile de stejar bătrân cu Quercus robur pe câmpii nisipoase, Păduri aluvionare cu Alnus glutinosa și Fraxinus excelsior (Alno-Padion, Alnion incanae, Salicion albae).
La baza desemnării sitului se află mai multe specii protejate:
- mamifere (2): castor (Castor fiber), vidră de râu (Lutra lutra)
- nevertebrate (2): fluturele purpuriu (Lycaena dispar), Vertigo moulinsiana